# Anya Olsen
Anya Olsen (ur. 27 września 1994 w Oneonta) – amerykańska aktorka pornograficzna. 
W styczniu 2017 zdobyła tytuł „Vixen Angel”. 

## Wczesne lata
Urodziła się w Oneonta w stanie Nowy Jork, jako trzecie z pięciorga dzieci. Jej rodzina była pochodzenia niemieckiego i irlandzkiego. Ma starszego brata, starszą siostrę i dwóch młodszych braci. Kiedy miała pięć lat, wraz z rodziną przeprowadziła się do Kansas. Potem, gdy miała trzynaście lat, jej rodzina powróciła do Nowego Jorku. W wieku trzynastu lat również straciła dziewictwo. Po tym jak została wyrzucona z liceum w drugim roku nauki za wielokrotne uprawianie seksu w szkole, jej rodzice umieścili ją w szkole dla dziewcząt w New Hampshire w Ohio.
W wieku szesnastu lat, po ukończeniu szkoły średniej, chciała studiować wymiar sprawiedliwości w sprawach karnych, aby zostać prawniczką. Podjęła pracę jako serwer i jako barmanka w klubie ze striptizem. Zajmowała się także sprzedażą nieruchomości.

## Kariera
Podczas pracy w barze w Bostonie poznała aktorkę porno Ashley Fires i jej męża Jacka Konę, reżysera filmowego, którzy zachęcili ją, by  poleciała do Los Angeles i rozpoczęła pracę w branży pornograficznej.
W sierpniu 2015, miesiąc przed swoimi 21. urodzinami zadebiutowała przed kamerą. Podpisała kontrakt z East Coast Talents. W ciągu roku Anya zdobyła dużą rzeszę fanów w swoich mediach społecznościowych w scenach solo, z chłopakiem i innymi dziewczynami, ale także ze względu na naturalny wygląd, krystalicznie niebieskie oczy i długie kasztanowe włosy.
Wystąpiła w swojej pierwszej scenie seksu analnego w filmie Tushy First Anal 2 (2016) z Markusem Dupree w reżyserii Grega Lansky’ego, z którym podpisała roczny kontrakt na kolejne produkcje, w tym Blacked My First Interracial 7 (2016), Tushy Young and Beautiful 1 (2016) i Vixen Girlfriend Experience 2 (2016). Następnie została zaangażowana przez Bryana Gozzlinga do filmu Evil Angel Hookup Hotshot: Extreme Dating (2016). Swoją pierwszą scenę podwójnej penetracji nagrała dla Tushy DP My Stunning Girlfriend (2016) w reż. Grega Lansky’ego z Christianem Clayem i Jeanem Val Jean. 
1 listopada 2016 nagrała scenę BDSM dla Kink.com Upper Floor 41214 (Anal MILF Phoenix Marie Trains Lazy Daughter-in-Law) z Phoenix Marie i Xanderem Corvusem. Pod koniec 2016 jako 22–latka znalazła się w czołówce wschodzących gwiazd w rozrywce dla dorosłych. 
W 2017 była nominowana w kategorii „Najlepsza nowa gwiazdka” do AVN Award, XBIZ Award i XRCO Award.  
Pracowała w takich studiach jak Mofos, Tushy, Vixen, Hot Movies, Nubiles Porn, ATK Girlfriends, Nubile Films, Team Skeet, Girlfriends Films, Reality Kings, Foot Fetish Daily, Digital Sin, Diabolic, Kick Ass, Evil Angel, Erotica X, Innocent High, Wicked, Mile High, Forbidden Fruits Films, Brazzers, Twistys i Blacked.

## Nagrody
| Rok  | Nagroda                    | Kategoria                                  |
| ---- | -------------------------- | ------------------------------------------ |
| 2017 | Spank Bank Award           | Najbardziej soczyste wargi sromowe         |
| 2017 | Spank Bank Technical Award | Rzadko omawiana „zdzirowata” siostra Olsen |
| 2018 | Spank Bank Award           | Najbardziej soczyste wargi sromowe         |
| 2018 | Spank Bank Technical Award | Najlepszy śmiech                           |
| 2018 | Spank Bank Technical Award | Cała amerykańska dziewczyna                |
| 2019 | Spank Bank Technical Award | Czarodziej ręcznej roboty                  |